# The Secret Wedding
The Secret Wedding è un cortometraggio muto del 1912 scritto e diretto da Frank Montgomery. Fu uno dei cinque film sceneggiati da Montgomery, un noto regista del cinema di genere degli anni dieci.

## Produzione
Il film fu prodotto dalla Selig Polyscope Company.

## Distribuzione
Distribuito dalla General Film Company, il film - un cortometraggio di un rullo- uscì nelle sale cinematografiche statunitensi il 15 gennaio 1912.